# 河内十七箇所の戦い
河内十七箇所の戦い（かわちじゅうななかしょのたたかい）は畠山義就と畠山政長の同族争いである。
文明15年（1483年）8月22日、畠山義就は対立する畠山政長が立て籠もる河内十七箇所を攻撃した。十七箇所とは、淀川の南、川の西岸に広がる17の荘園群を指す地名で、当時は幕府直轄の領地だった。
義就は、長雨で水かさが増した淀川の堤防を切って、十七箇所に水を流し込み、政長を退却させることに成功した。これにより、河内地方の支配権は完全に義就の手に渡った。
一方、政長は翌23日、後土御門天皇から義就を朝敵とする宣旨を拝領し、義就への対抗姿勢を鮮明にした。こうして、畠山氏内部の対立は、新たな局面を迎えることになった。